# Nuckelavee

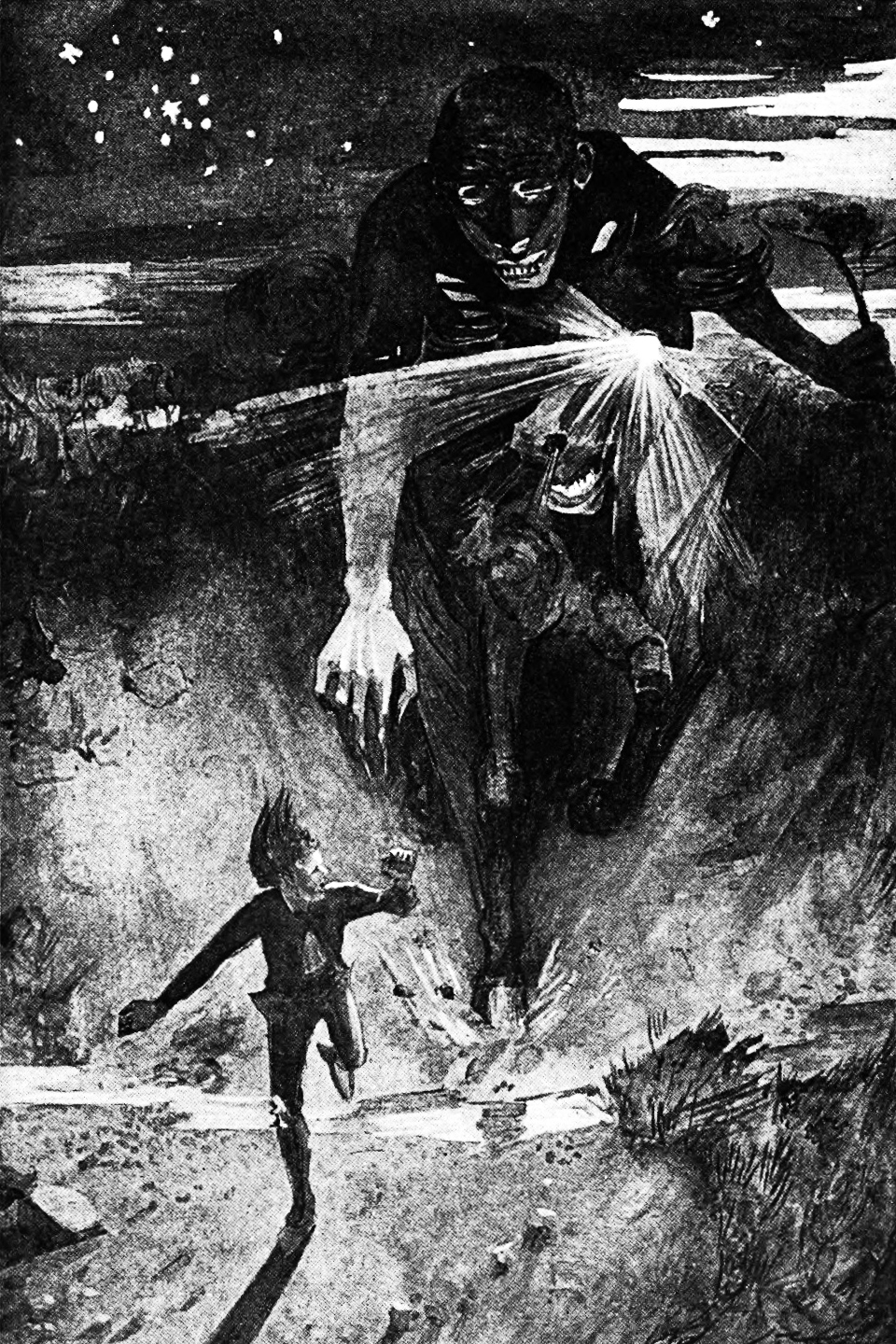
Nuckelavee đuổi theo một người dân đảo, tranh của James Torrance (1859–1916)

Nuckelavee ( /nʌklɑːˈviː/) hoặc nuckalavee là một con quỷ trong thần thoại Orkney, có hình dáng lai ngựa và người. Nó có nguồn gốc từ thần thoại Bắc Âu và là con quỷ gây kinh hoàng nhất trong số những con quỷ trên Quần đảo phương Bắc (tiếng Scots: Northren Isles) thuộc Scotland. Hơi thở của nuckelavee có thể làm hủy hoại mùa màng và gây bệnh cho gia súc. Tuy chủ yếu sống ở dưới biển, sinh vật này lại được xem là nguyên nhân gây hạn hán và bệnh dịch trên đất liền.
Một người dân đảo tự nhận đã chạm trán nuckelavee và đưa ra miêu tả chi tiết về con quỷ này khi nó xuất hiện trên đất liền, tuy nhiên những miêu tả về ngoại hình của nuckelavee thường không nhất quán. Giống như nhiều loại quái vật biển khác, nó không chịu được nước ngọt, do đó để thoát khỏi sự truy đuổi của nó thì người ta chỉ cần băng qua một con sông hoặc suối. Vào những tháng mùa hè, nuckelavee bị nữ thần Orkney cổ là Mither o' the Sea giam hãm. Bà là người duy nhất có khả năng khống chế nó.
Văn hóa dân gian Orkney chịu ảnh hưởng lớn từ Scandinavia; có khả năng nuckelavee là kết quả của sự lai tạo giữa một loài ngựa nước của thần thoại Celt và một sinh vật du nhập từ Bắc Âu. Tương tự các thực thể xấu xa khác, ví dụ như quái vật kelpie, có thể nuckelavee được người dân đảo thời xưa dùng để lý giải cho những sự kiện mà họ không hiểu.

## Từ nguyên
Cuối thế kỷ 19 là giai đoạn mối quan tâm dành cho việc ghi chép lại văn học dân gian được đẩy lên cao trào, nhưng những người biên chép lại không thống nhất trong cách viết chính tả và thường xuyên Anh hóa các từ ngữ, nên một thực thể có thể có nhiều tên gọi khác nhau. Thuật ngữ nuckelavee bắt nguồn từ knoggelvi trong phương ngữ Orkney, nghĩa là "Quỷ Biển" theo cư dân Orkney và nhà nghiên cứu văn hóa dân gian thế kỷ 19 Walter Traill Dennison. Ở Shetland nó có tên gọi mukkelevi, là một con trow biển hoặc quỷ biển hung ác. Nhà khảo cổ những năm đầu thế kỷ 19, Samuel Hibbert, cho rằng phần nuck trong tên của nuckelavee có chung nguồn gốc với từ Nick trong Nick Già (Old Nick) – một biệt danh của Ác thần trong tín ngưỡng Kitô giáo – và từ necare, nghĩa là "giết" trong tiếng Latinh.

## Tín ngưỡng dân gian

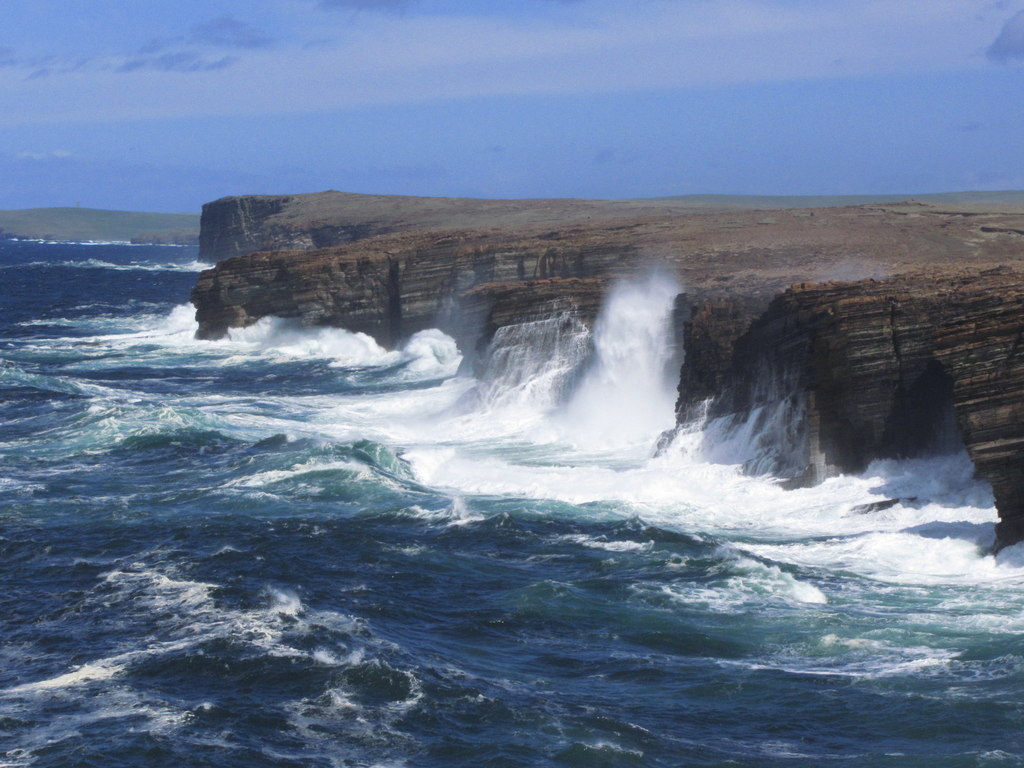
Những vùng biển động dữ dội của Orkney là nơi sinh sống của nuckelavee.

### Các miêu tả và đặc tính chung
Truyện về những con quỷ trong thần thoại Orkney được chép trong các bản thảo tiếng Latinh thế kỷ 16 của Jo Ben, và có khả năng ông này đã đề cập đến nuckelavee khi miêu tả về hòn đảo Stronsay thuộc Orkney. Dennison đã chép lại hầu hết những thông tin sẵn có về các câu chuyện dân gian truyền miệng tại Orkney, nhưng ít nhiều lại lãng mạn hóa và thay đổi có hệ thống một số yếu tố của các câu chuyện này trong quá trình cải biên chúng thành văn xuôi.
Nuckelavee là một sinh vật biển thần thoại có hình dáng một con quỷ ngựa khi lên đất liền. Nhà văn và nhà nghiên cứu văn hóa dân gian Ernest Marwich cho rằng nó rất giống loài nøkk của Na Uy, loài nuggle của Shetland và loài kelpie. Là sinh vật độc nhất vô nhị sở hữu nguồn sức mạnh tà ác khổng lồ, những hành vi xấu xa của nó có thể gây ảnh hưởng rộng khắp các quần đảo. Cư dân đảo kinh sợ nuckelavee và chỉ dám nói tên nó nếu lập tức cầu nguyện ngay sau đó. Nó thường xuất hiện gần bãi biển nhưng sẽ không bao giờ lên bờ nếu trời đang mưa.
Không có câu chuyện nào kể về hình dạng dưới biển của nuckelavee, nhưng hình dạng trên bờ của nó lại được gợi tả rất sinh động. Tammas, một cư dân đảo, tự nhận đã sống sót sau khi chạm trán với nuckelavee và miễn cưỡng mô tả lại con quỷ này sau khi được Dennison ra sức thuyết phục; đây là lời miêu tả trực tiếp duy nhất từng được ghi nhận. Theo lời Tammas, nuckelavee có phần thân trên của một người đàn ông gắn liền với lưng ngựa, giống như một người đang cưỡi ngựa. Phần thân người của nó không có chân nhưng hai cánh tay có thể chạm tới mặt đất, còn chân ngựa thì có vây giống như phần phụ. Phần thân người có một cái đầu rất lớn – đường kính lên đến 3 foot (90 cm) – có thể xoay trước sau. Con quái vật mà Tammas tả có hai đầu, đầu ngựa có một cái miệng rộng ngoác toát ra hơi thở hôi thối độc hại và một con mắt khổng lồ như ngọn lửa đỏ đang bốc cháy. Có một chi tiết đặc biệt kinh khiếp khác, đó là nuckelavee không có da; người ta có thể thấy máu đen chảy qua tĩnh mạch vàng, những đường gân lợt màu và thớ cơ mạnh mẽ lồ lộ thành một khối phập phồng. Nhiều người khác cho rằng nó trông giống nhân mã, tuy nhiên những câu chuyện này thường không nhất quán khi đi vào miêu tả một cách chi tiết hơn. Traill Dennison chỉ tả lại một cái đầu người có "miệng lồi ra như mõm heo". Marwick cũng chỉ nhắc đến một cái đầu với một con mắt màu đỏ, đồng thời mượn thêm từ mô tả của Tammas là miệng của nuckelavee "giống miệng cá voi".
Hơi thở của nuckelavee có thể làm héo mùa màng và gây bệnh cho gia súc. Nó cũng được xem là nguyên nhân gây ra bệnh dịch và hạn hán. Việc đốt tảo biển để lấy một chất bột mà thời ấy gọi là "tro tảo" bắt đầu diễn ra ở Stronsay vào năm 1722. Sản phẩm tạo thành – tro soda – là một chất kiềm chủ yếu sử dụng để xử lý đất chua, dù theo thời gian thì tầm quan trọng thương mại của nó trong việc sản xuất xà bông và thủy tinh cũng gia tăng. Người ta tin khói hăng bốc lên trong quá trình này đã chọc giận nuckelavee, kéo theo một cơn thịnh nộ điên cuồng với dịch hạch, chết gia súc và mùa màng bị phá hủy. Nuckelavee bị quy là đã truyền nhiễm một căn bệnh chết chóc tên mortasheen cho những con ngựa ở Stronsay để bộc lộ cơn giận của mình và giáng đòn trả thù lên những cư dân đảo vì đã đốt tảo biển. Căn bệnh sau đó lan sang tất cả những hòn đảo khác có liên can đến ngành kinh doanh này. Nuckelavee cũng bị quy trách nhiệm cho những đợt có lượng mưa thấp bất thường và kéo dài, dẫn đến tình trạng thiếu hụt nước và thu hoạch kém.

## Giam hãm
Nuckelavee là con quỷ hiểm ác nhất trong số những con quỷ sống trên và xung quanh các đảo Scotland, hoàn toàn không có đặc điểm tốt nào bù lại. Thực thể duy nhất có khả năng chế ngự nó là Mither o' the Sea, một nữ thần cổ xưa trong thần thoại Orkney. Trong những tháng mùa hè, nuckelavee bị bà giam hãm. Tương đồng với các quái vật biển thần thoại khác, ngoại trừ có lẽ là kelpie và nuggle của Shetland, nuckelavee không thể lội qua nước ngọt đang chảy, do đó người ta có thể chạy thoát khỏi nó bằng cách băng qua sông suối. Tammas đã thành công thoát khỏi nuckelavee sau khi vô tình hất nước từ cái hồ gần đó vào người nó; trong một khoảng chóng vánh, con quái vật bị đánh lạc hướng, Tammas kịp tháo chạy đến một kênh nước ngọt và an toàn nhảy sang bờ bên kia.